# Argawand (Ararat)
Argawand – wieś w Armenii, w prowincji Ararat. W 2011 roku liczyła 1950 mieszkańców.